# All Monsters Are Human
All Monsters Are Human è il quinto album in studio della cantante statunitense K. Michelle, pubblicato nel 2020.

## Tracce
1. Just Like Jay – 4:56
2. That Game – 3:50
3. The Rain – 3:29
4. All the Lovers – 3:33
5. Something New – 3:53
6. Ciara's Prayer – 4:18
7. OMG – 3:35
8. Supahood (featuring Kash Doll & City Girls) – 3:32
9. Love on Me – 3:24
10. I Don't Like You – 2:56
11. Table for One – 4:06
12. Can't Let (You Get Away) – 3:57
13. The Worst – 3:58